# Atanasio II di Gerusalemme
Atanasio (... – Gerusalemme, 24 agosto 1244) è stato un arcivescovo ortodosso bizantino, patriarca di Gerusalemme nella prima metà del XIII secolo.

## Biografia
Non è nota la data di elezione patriarcale di Atanasio II, avvenuta dopo il 13 dicembre 1223, giorno presunto della morte del predecessore Eutimio II. Il suo patriarcato corrisponde in larga parte alla seconda occupazione della città di Gerusalemme ad opera dei Crociati (1229-1244).
Nella vita di san Sava di Serbia, scritta dal suo contemporaneo e discepolo Domentijan, si racconta dei due pellegrinaggi compiuti dal santo serbo a Gerusalemme, durante i quali incontrò il patriarca Atanasio II. Il primo di questi viaggi sarebbe avvenuto nel 1229, mentre il successivo incontro avvenne cinque anni dopo, nella primavera del 1234.
Atanasio è storicamente documentato nel 1235, quando, assieme ai patriarchi Simeone di Antiochia e Nicola di Alessandria, dette a Germano di Costantinopoli il suo assenso all'istituzione del patriarcato bulgaro di Tirnovo.
Giorgio Metochita racconta la fine tragica di Atanasio, avvenuta durante la caduta di Gerusalemme in mano ai mussulmani Ayyubidi, che pose fine alla presenza dei Crociati nella città. I cristiani, con il loro patriarca, si rifugiarono nella cattedrale della Risurrezione, ma il 24 agosto 1244 furono passati a fil di spada, trovando la morte.